# Neri Moscoli
Neri Moscoli (Città di Castello, metà XIII secolo – prima del 1348) è stato un poeta italiano.

## Biografia
È stato un poeta burlesco come i suoi conterranei Marino Ceccoli e Cecco Nuccoli. Visse a Perugia e nel 1333 figura nel Libro rosso tra i notabili della città.